# رینو سالویاتی
رینو سالویاتی (ایتالیایی: Rino Salviati؛ ‏ ۱۲ ژوئن ۱۹۲۲–۲ ژانویهٔ ۲۰۱۶) خواننده و بازیگر اهل ایتالیا بود.
از فیلم‌هایی که وی در آن نقش داشته‌است، می‌توان به مهاجران اشاره کرد.